# Hongwu
Pour les articles homonymes, voir Hongwu.
Hongwu (chinois : 洪武 ; pinyin : hóngwǔ) de son vrai nom, Zhu Yuanzhang (朱元璋, zhū yuánzhāng), né le 21 octobre 1328 dans l'actuel Village de Xiaoxihe (zh) (小溪河镇, xiǎoxīhé zhèn), Xian de Fengyang, province de l'Anhui et mort dans le 24 juin 1398 dans le palais Ming (明故宫) à Nankin, est l'empereur de Chine fondateur de la dynastie Ming. Il règne sur la Chine de 1368 à 1398.

## Biographie

### Le chemin du pouvoir

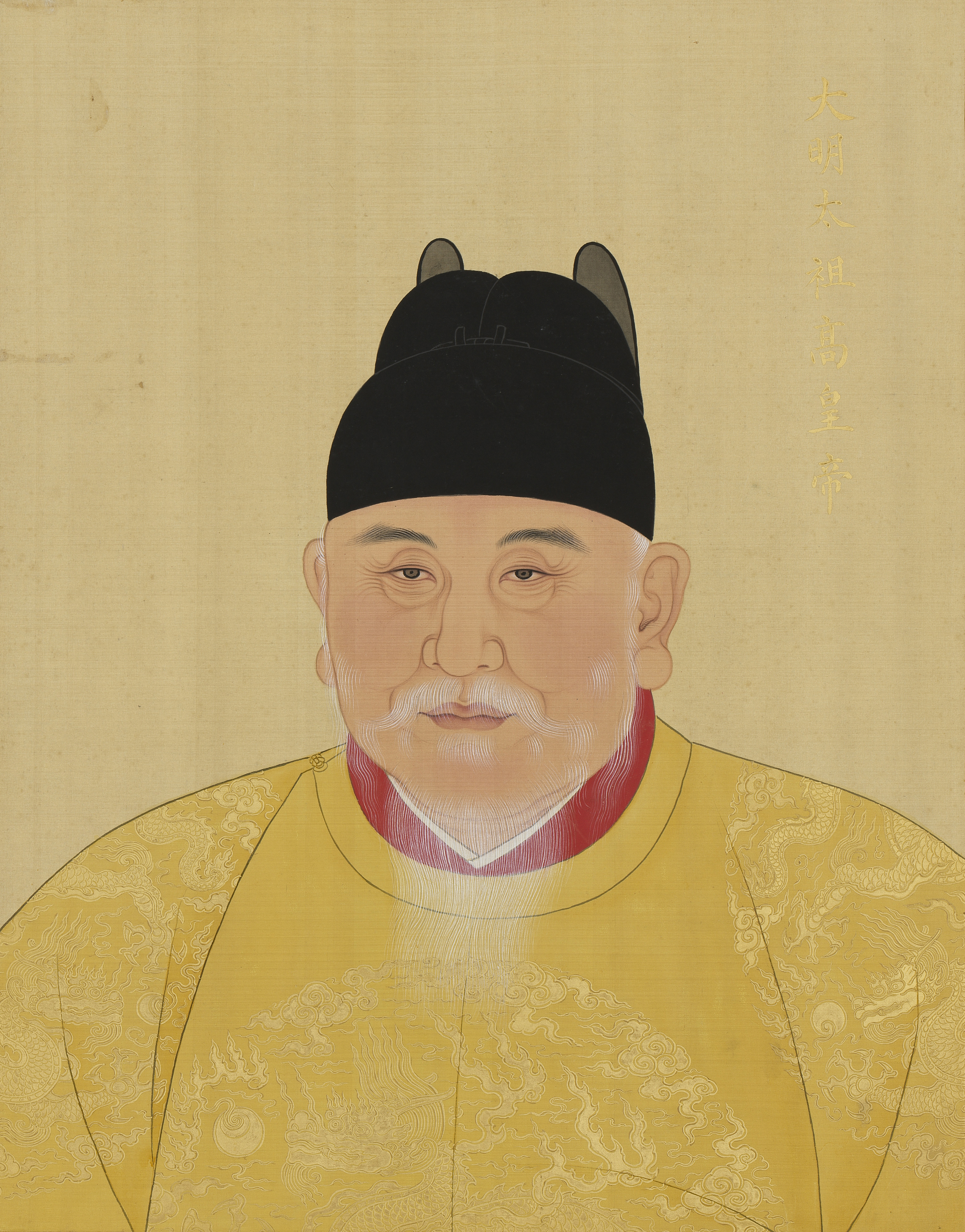
Portrait de cour de Hongwu.

Paysan dans la province de l'Anhui, il dut se faire moine pour échapper à la famine qui résulta de l'incapacité à régner de la dynastie Yuan chancelante. Il rejoint par la suite à Haozhou les troupes de Guo Zixiang, l'un des chefs du mouvement des Turbans rouges lié à la secte du lotus blanc. Ceux-ci ont déclenché l'insurrection qui balaie Togoontomor, le dernier empereur des Mongols en Chine.
Il en vint à combattre les Mongols de l'empereur Shundi (Togoontomor). Cet excellent général interdit à ses hommes tout pillage, s'attirant le soutien des populations des territoires conquis par son armée.
Il eut également la sagesse d'éclipser la plupart des autres chefs rebelles. Quand il arriva à Dadu (ou Khanbalik, actuelle Pékin) avec ses troupes, l'empereur Mongol avaient déjà fui à Shangdu (ou Xanadu, dans l'actuelle Mongolie-Intérieure), espérant reprendre Dadu, Après l'échec de sa reprise, les Ming défont les Mongols à Shangdu. L'année 1368 marque la fin de la dynastie Yuan en Chine, le début de la dynastie Yuan du Nord et de la dynastie Ming sur la Chine. Il se proclama empereur la même année.

### Règne
Hongwu souhaitait établir sa capitale dans le Xian de Fengyang, à proximité de son village natal, mais bien qu’il fût très avancé, le projet a finalement été abandonné, sans doute par superstition. Ce palais éphémère devait toutefois servir de modèle à la Cité interdite de Pékin. Démantelé progressivement, il a subi un séisme dévastateur en février 1644.
Finalement, Hongwu installa sa capitale à Nankin et s'y fit bâtir le Palais Ming et commença même à y faire construire son grandiose mausolée. 
Il prit tout le pouvoir dans ses mains, l'autocratie montait. Il reboisa les endroits qui se déboisaient afin d'éviter les glissements de terrain. Il recommença à faire irriguer les terres agraires. Le but était de renouveler et de faire prospérer une économie ruinée par les Mongols. Finalement, l'économie en revint à prospérer. Malgré l'extrême sévérité de son régime, il ne put contenir la corruption des fonctionnaires et des propriétaires terriens.

### Personnalité
D'une personnalité paranoïaque, il était particulièrement méfiant. Il était en outre convaincu qu'un complot mettant en scène des fonctionnaires et des eunuques le menaçait. Aussi, il fit exécuter nombre d'entre eux pour écrits subversifs. Conscient du rôle central des eunuques dans les intrigues de cour, il les chassa du pouvoir et fit inscrire sur un panneau que les eunuques ne devaient jamais toucher aux affaires de l'État. Cependant, ses successeurs ont fini par ramener les eunuques dans les affaires d'État.
Éliminant tout ce qui pouvait représenter une menace réelle ou supposée pour sa dynastie, il supprima l'immense majorité de ses compagnons de route et imposa un système de surveillance de la population où chacun devait surveiller son voisin. Il instaura des cartes de résidences interdisant à l'immense majorité de ses sujets de se déplacer à plus de 50 kilomètres de leur maison.
Sentant sa fin proche, il élimina l'ensemble de ses généraux et les responsables de ses polices politiques, tous ceux qu'il jugeait susceptibles de poser des problèmes à son successeur : Zhu Yunwen. En effet, afin d'éviter les rivalités entre ses vingt-six fils, il avait instauré le droit d'aînesse. Mais son fils aîné, Zhu Biao (zh) (朱标), étant mort avant lui, c'est au fils aîné de celui-ci que revenait d'être empereur. Or, Zhu Yunwen était un lettré et son grand-père craignait qu'il ne sache pas défendre sa place dans cet empire naissant.
Il meurt à Nankin à soixante-neuf ans.

## Famille
Impératrice, consorts et descendance:

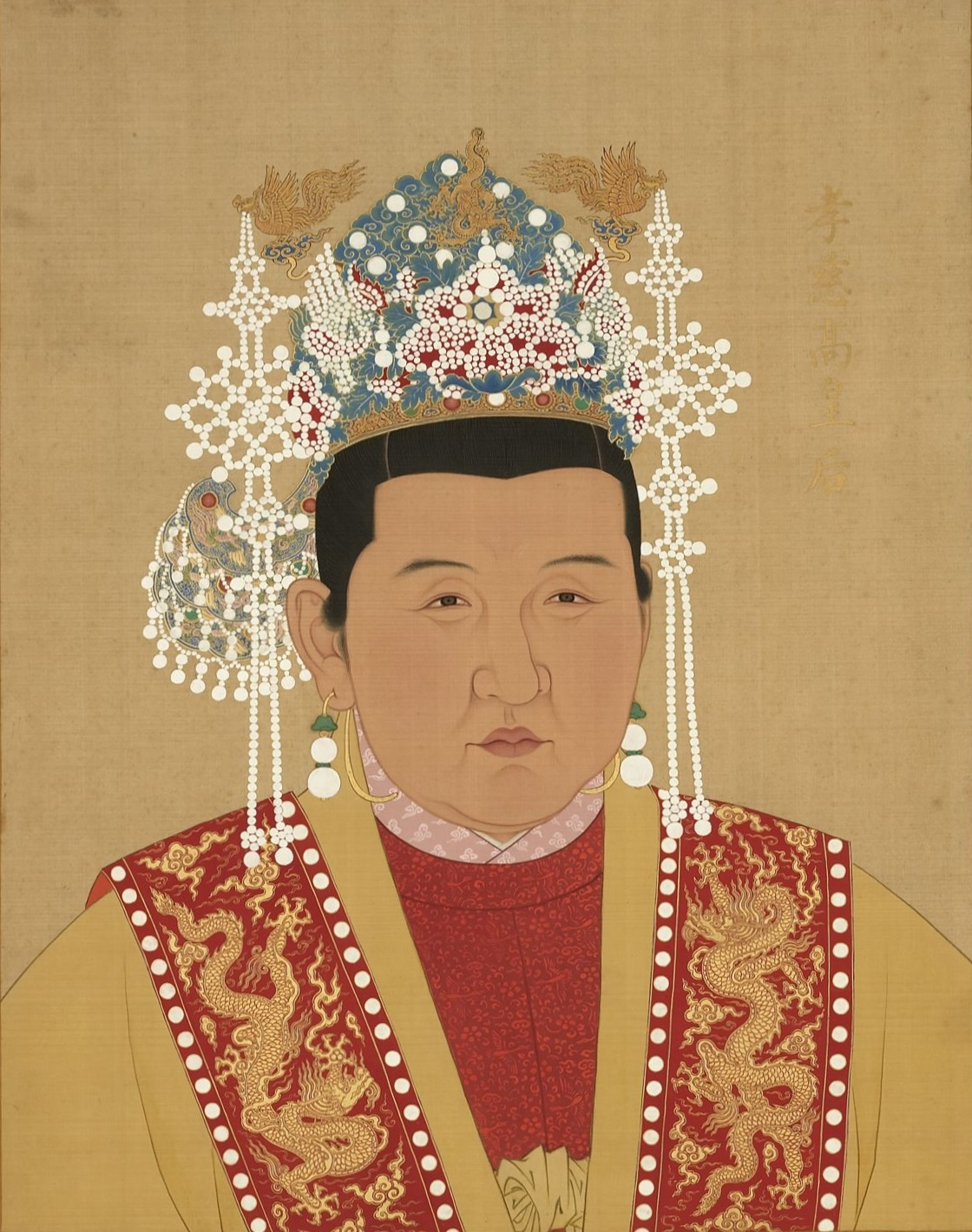
L'impératrice Ma.

- Impératrice Ma, ° 9 VIII 1332 + 17 IX 1382 ; mère de :
  - premier fils : Prince Héritier Chu Piao ° 10 X 1355 + 17 V 1392; père de l'empereur Chien Wen (1377+ 1402)
  - second fils : Prince Chu Shuang ° 3 XII 1356 + 9 IV 1395 ; prince de Ch'in
  - troisième fils : Prince Chu Kang ° 18 XII 1358 + 30 III 1398 ; prince de Chin
  - quatrième fils : Prince Chu Ti ° 2 V 1360 (empereur Yung Lo)
  - cinquième fils : Prince Chu Su ° 9 VIII 1361 + 2 IX 1425 ; prince de Wu
  - seconde fille : Princesse Ning kuo ° 1364 + 3 IX 1434
  - quatrième fille : princesse An Ch'ing + 1397
- Consort Sun Kuei fei ° 1343 + 1374 ; mère de :
  - première fille : Princesse Li An ° 1360 + 1421
  - sixième fille : Princesse Huai Ch'ing
- Consort Cheng An, mère de :
  - huitième fille : princesse Fu Ch'ing + 1417
- Concubine Hu Ch'ung fei, mère de :
  - sixième fils : Prince Chu Chen ° 5 IV 1364 + 21 III 1424 ; prince de Ch'u
- Concubine Ta Ting Fei, mère de :
  - septième fils : Prince Chu Fu ° 28 XII 1364 + 1428 ; prince de Ch'i
  - huitième fils : Prince Chu Tzu ° 6 X 1369 + 18 IV 1390 ; prince de T'an
- Concubine Kuo Ning fei, mère de :
  - dixième fils : Prince Chu T'an ° 15 III 1370 + 2 I 1390 ; prince de Lu
- Concubine Kuo Hui fei, fille de Kuo Tzu Hsing, mère de :
  - onzième fils : Prince Chu Ch'un ° 4 IV 1371 + 22 III 1423 ; prince de Shu
  - treizième fils : prince Chu Kuei ° 25 VIII 1374 + 29 XII 1446 ; prince de Tai
  - douzième fille : Princesse Yung Chia + 1455
  - dix neuvième fils : prince Chu Hui ° 30 IV 1579 + 22 II 1417 ; prince de Ku
- Concubine Hu Shun fei, mère de :
  - douzième fils : Prince Chu Po ° 12 IX 1371 + 1 VI 1399 ; prince de Hsiang
- Concubine Li Hsien fei, mère de :
  - vingt troisième fils : prince Chu Ching ° 30 IX 1386 + 8 IX 1415 ; prince de T'abg
- Concubine Liu Hui fei, mère de :
  - vingt quatrième fils : prince Chu Tung ° 21 VI 1388 + 12 XII 1444 ; prince de Ying
- Concubine Ko Li fei, mère de :
  - vingt cinquième fils : Prince Chu I ° 9 VII 1388 + 8 X 1444 ; prince de I
- Concubine Han, mère de :
  - quatorzième fille : Princesse Han Shan ° 1381 + 1462
- de mères inconnues :
  - troisième fille : Princesse Ch'ung Ning + 1384
  - cinquième fille : princesse Ju Ning
  - septième fille : Princesse Ta Ming + 1426
  - neuvième fille : Princesse Shou ch'un + 1388
  - dixième fille : Princesse + jeune
  - onzième fille : Princesse Nang K'ang ° 1373 + 19 XI 1438
  - treizième fille : Princesse + jeune
  - quinzième fille : Princesse Ju Yang
  - seizième fille : Princesse Pao Ch'ing ° 1396 + 1433